# Slag bij Rorke's Drift
De Slag bij Rorke's Drift speelde zich af tijdens de oorlog tussen de Britten en de Zoeloes (de "Zoeloe-oorlog"). De slag is onder andere, en misschien wel vooral, bekend door de film Zulu, die evenwel aanmerkelijk gedramatiseerd is.
Rorke's Drift is een missiepost in Natal, Zuid-Afrika, gelegen nabij een natuurlijke doorwaadbare plaats (drift) aan de Buffalorivier, gelegen op positie 28°20'57 ZB en 30°32'3 OL. De verdediging van Rorke's Drift, 22 en 23 januari 1879, volgde onmiddellijk op de bloedige nederlaag van Britse militairen in de Slag bij Isandlwana, eerder op de dag. 139 Britse soldaten verdedigden de missiepost tegen een numeriek grote overmacht van 4000 tot 5000 Zoeloekrijgers. De succesvolle verdediging van deze buitenpost staat bekend als een van de meest moedige (lees: bloedigste) verdedigingen in de Britse geschiedenis.

## Inleiding

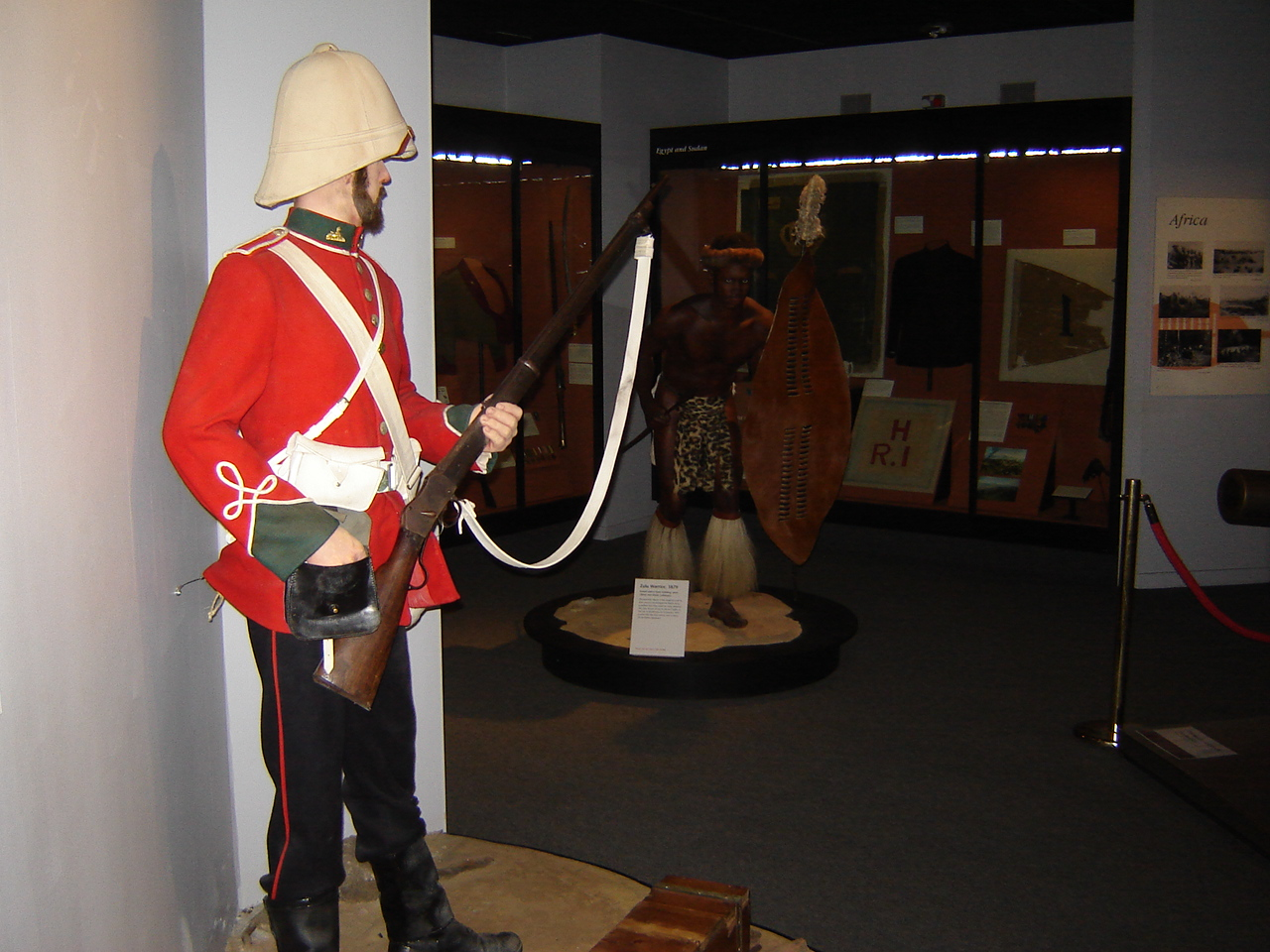
Infanterist met Martini-Henry geweer

De hoogste officier ter plaatse, majoor Spalding, was niet op de hoogte van de catastrofe bij Isandlwana eerder die dag, toen hij om 14.00 u in de namiddag van 22 januari de missiepost verliet om de verblijfplaats te achterhalen van de manschappen van het N°1 Company, het 24th Regiment of Foot (2nd Warwickshire Regiment, later de South Wales Borderers), die twee dagen eerder aangekomen waren op hun post.
Tijdens Spaldings afwezigheid was de hoogste officier luitenant John Chard van de Royal Engineers (genietroepen). Hij was bezig met een inspectie, beneden bij de doorwaadbare plaats (drift), van de bouw van een brug en met het overbrengen van materiaal met een geïmproviseerd vlot, dat met touwen naar de oever moest getrokken worden.
Ongeveer om 15.30 u kwamen twee officieren van de Natal Native Contingent - de luitenants Vane en Adendorff - bij de voorde en brachten het vreselijke nieuws van de slachting bij Isandlwana over, en dat een vleugel van een Zoeloegroep, onder bevel van de halfbroer van de Zoeloekoning Cetshwayo, prins Dabulamanzi, onderweg was naar de missiepost. Verder nieuws kwam in de vorm van een bericht van kapitein Essex, maar het bracht geen nieuws van een naderende Zoeloestrijdmacht.
Hoe de beslissing om te blijven vechten en niet terug te trekken tot stand kwam, is niet bekend. Zeker is dat de Zweedse missiepredikant Otto Witt onder protest gedwongen werd de missiepost te verlaten, hoewel hij als zendeling bekendstond bij de Zoeloes. Bij vertrek moet hij de Britse soldaten de weinig bemoedigende mededeling "dat ze allen zouden sterven" toegeroepen hebben.
De drie officieren van de missiepost, luitenant John Chard en luitenant Bromhead, en zijn plaatsvervanger assistent-commissaris Dalton - stelden vast dat het enig aanvaardbare besluit was om te blijven en een Brits steunpunt op te bouwen. Terugtrekken van de troepen, met huifkarren en gewonden, zou in dit terrein regelrechte zelfmoord kunnen betekenen. De Britten waren zich terdege bewust van de numerieke superioriteit van de Zoeloes en hun vermogen krijgers snel te verplaatsen.
Luitenant Chard stelde wachtposten op rondom de missiepost. Enkelen van hen hoorden in de verte, soms wegstervend door de wind en dan weer duidelijk, net het geluid van een traagrijdende stoomtrein. Maar niets was minder waar. Er was geen spoorweg in de omtrek en het geluid dat ze hoorden was het ritmische slaan van speren op Zoeloeschilden.
De oprukkende Zoeloestrijdmacht was aanmerkelijk groter dan verwacht: zij omvatte de uDloko-, uThulwana- en inDlu-yengweregimenten, in totaal zo'n 4000 krijgers. Geen enkele was aanwezig in Isandlwana. Hoewel niemand dit eerst geloofde had de Zoeloestrijdmacht de beschikking over een groot aantal buitgemaakte geweren, de meeste daarvan waren vuursteenmusketten en inferieur aan de Britse Martini-Henry-geweren.
Toen de Britse officieren eenmaal besloten hadden te blijven bevalen Chard en Bromhead de soldaten om zich gereed te maken voor de verdediging van de missiepost. Een verdedigingslinie werd aangelegd van 2 voet (0,6 m) hoge biscuitdozen, die minstens 45 kg wogen. Daarnaast werden meelzakken uit het voorraadmagazijn toegevoegd aan de zandzakken die als verdedigingsmuur werden opgestapeld. Ook materiaal uit het hospitaal en zelfs huisraad van de predikant Otto Witt werden gebruikt om een stevige muur en stenen muurkraal rondom de missiepost op te trekken. Huifkarren werden van hun kap ontdaan en omgekiept, zodat de bodem ervan dienst kon doen als houten verschansing. Door het hospitaalgebouw binnen de linie te houden, werd deze echter gevaarlijk lang en Chard beval de aanleg van een tweede linie met dozen en andere materialen door het midden van de versterking.
In totaal had Chard ongeveer 100 man (zonder de gewonden) tot zijn beschikking, samen met de "B" Company en de 2/24th Stephenson's Detachement van een Natals Inlands Contingent en de bereden inlanders onder bevel van luitenant Vause. De Natal Inlanders waren Boeren, blanke immigranten uit Natal en Transvaal. Chard was van mening dat deze strijdmacht afdoende moest zijn voor de verdediging tegen de Zoeloes.

### De Slag bij Rorke's Drift
Omstreeks 16.00 u werden de arts James Reynolds, de Zweedse missionaris Otto Witt en legeraalmoezenier Pater George Smith verzocht het missiekamp te verlaten. Deze evacuatie kwam na het nieuws dat de Zoeloes ongeveer vijf minuten van hen verwijderd waren en de rivier al hadden overgestoken. Kort nadien meldde een van de bereden inlanders, onder bevel van Vause, dat de Zoeloes nog ongeveer een minuut weg waren. Op dit tijdstip waren de inlanders mogelijk zo ontzet bij het horen van dit nieuws, de grote getalsterkte van de Zoeloestrijdmacht en de verhalen over de slachting bij Isandlwana, dat zij - en zelfs Vause - deserteerden. Bij het aanschouwen van hun vluchtende kameraden, sprongen Stephenson's onderofficieren over de barricaden en volgden zij de anderen in hun vlucht. Uit woede over de desertie van Stephenson en zijn Europese onderofficieren schoten een paar Britse soldaten op hen en doodden korporaal Bill Anderson, die getroffen werd in het hoofd.
De verdedigingsmacht bestond uit zo'n 140 manschappen, onder wie de 80 van de "B" Company, hoewel 30 van hen door hun opgelopen verwondingen min of meer buiten gevecht waren gesteld. Chard begreep onmiddellijk dat elke (ingekorte) verdedigingslinie verdedigd moest worden en gaf orders voor het opbouwen van een tweede, kortere linie, voor het geval het hospitaal geëvacueerd moest worden.
Toen de Natalse inlanders gevlucht waren postte soldaat Frederick Hitch zich als waarnemer boven op het dak van het magazijn, vanwaar hij een Zoeloecolonne van vier- tot zesduizend aanvallers rapporteerde. Op de missiepost hoorden de Britten de Zoeloes naderen, doordat deze op hun schilden sloegen met hun wapens. Deze schilden waren manshoog, ovaal en met leeuwen- of andere dierenvellen of koeienhuiden bespannen houten geraamtes. Hun steeksperen waren minder lang dan hun assegaais (werpsperen), maar hadden een breder lemmet. Daarmee konden de Zoeloes steken, maar ook slaan en afweren, net als bij schermen.

### De aanval
Bijna onmiddellijk na de Zoeloevoorhoede kwamen 600 man vanachter de Oscarberg tevoorschijn. Het aantal groeide gestadig, zodat de gehele bergkam zwart zag van de Zoeloekrijgers.
Deze huiveringwekkende aanblik moet elke Britse soldaat ontzag en angst ingeboezemd hebben en hem doen denken dat zijn laatste uur geslagen had.
De Zoeloes vielen niet direct aan, maar speelden een psychologisch spel door luidkeels en op monotone toon te zingen, met hun speren op de schilden te slaan en tegelijk met hun voeten te stampen, zodat het dal door de akoestiek rondom de missiepost galmde van hun angstaanjagende krijgsgeluiden. Op de maat van een voorzanger brulden de Zoeloes een monotoon "oeloe"-gebrul, waarbij ze op hun schilden sloegen. Deze schrikbarende vertoning boezemde de verdedigers wellicht angst in en dat was precies de bedoeling van de krijgers: het moreel van de Britten te breken en hun zenuwen op de proef te stellen. Dit krijgshaftige ritueel hield een tijdje aan. Toen zwaaiden de Zoeloe-leiders met hun speren voorwaarts en bijna geruisloos, afgewisseld met "oeloe"-gebrul kwamen de Zoeloes naar beneden.

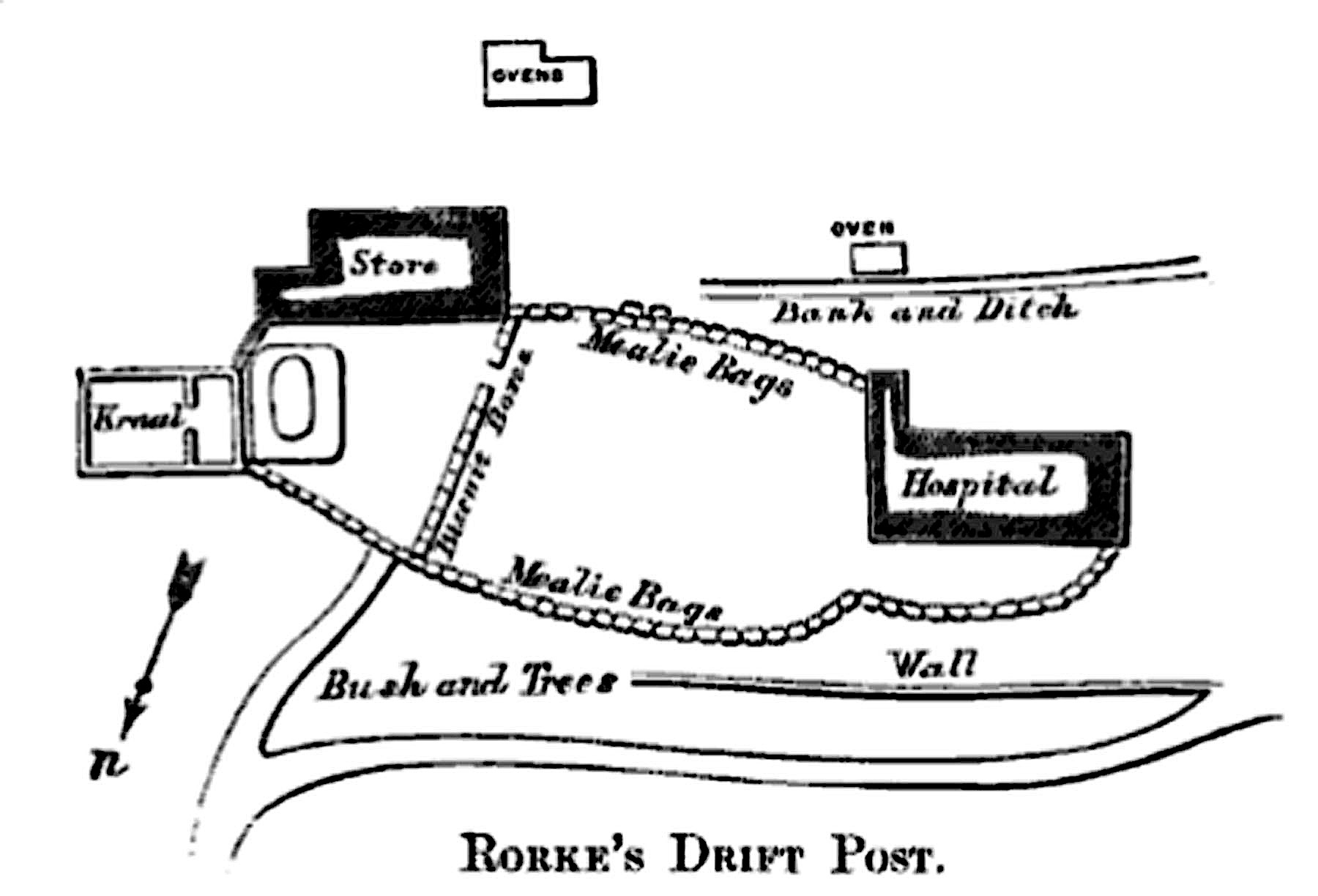
Grondplan van de missiepost van Rorke's Drift

Ook de andere aanvoerders van de Zoeloes gaven met hun lansen het aanvalsteken en de voorhoede van 600 Zoeloes stormde onder "oeloe"-geroep de Oscarberg af. Zij vielen de zuidmuur aan en daarmee het hospitaal en het magazijn. Het was toen dat het beroemdste citaat van de slag werd geuit, toen sergeant Henry Gallagher schreeuwde: "Here they come, as thick as grass and as black as thunder !" ("Hier komen ze, zo dicht (opeen) als grashalmen en zo zwart als de donder !")
De Britten openden het vuur op 500 yards, eerst ongeordend maar allengs meer geconcentreerd. Een deel van de aanvallers trok op tot aan de verdedigingslinie, maar werd daar, bij gebrek aan dekking, door de Britten gedood. De weinige aanvallers die zich terug wisten te trekken vielen ten prooi aan "eigen vuur" van Zoeloes met geweren die zich in de bomen op de Oscarberg hadden verschanst. In zekere zin was het ook de bedoeling van de Zoeloeleiders om een groep krijgers op te offeren, zodat ze het geweervuur konden tellen van de Britten.
De Zoeloes vielen aan als een "buffelhoorn": de kop beukte op de missiepost, terwijl de "horens" aan beide zijden "steken uitdeelden". Als dit met tussenpozen werd herhaald, kwam er telkens een golf van Zoeloes op de verdedigingslinie af. Een van deze aanvallen richtte zich tegen de noordwestmuur van het hospitaal en tegen degenen die achter de barricaden zaten (met inbegrip van Dalton en Bromhead). Op deze plek was men weldra in een man-tegen-mangevecht gewikkeld. De Britse soldaten vochten met hun bajonetten, hun officieren met hun sabels en revolvers en de Zoeloekrijgers achter hun schilden met hun speren of assegaais. De Britse muur was te hoog voor de Zoeloes om te beklimmen, zodat ze in elkaar doken onderaan de muur en probeerden de geweren te ontwijken of af te nemen. Voor de Britse soldaten was dit een gevecht van één tegen drie of meer. Op enkele plaatsen klommen de Zoeloes over de lichamen van de gesneuvelden om een wig te drijven in de Britse verdediging bij de muren. Met bajonetten dreven de Britten hen terug.
Hevig vuur, van onder de muur en rond de heuvels van de Oscarberg, begon voor de Zoeloes vruchten af te werpen. Korporaal Schiess werd geraakt in zijn been en commissaris Dalton was gewond aan de schouder. Keefe, de tamboer van de "B" Company, had een vleeswond aan het hoofd. Korporaal Scammel van de NNC werd in de rug getroffen en soldaat Byrne, die hem te hulp schoot, werd gedood door een schot in het hoofd, net als 'Old King' Cole', een andere soldaat van de "B" Company. In het hospitaal behandelden dokter James Henry Reynolds en zijn verzorgers de gewonden op tafels.
Het werd luitenant Chard duidelijk dat de muur aan de voorzijde onder bijna voortdurende druk van Zoeloeaanvallen stond en het niet lang zou volhouden. Om 18.00 u trok Chard zijn mannen terug op de binnenplaats, waarbij hij tevens twee kamers van het hospitaal opgaf. Het hospitaal had een hoge muur, maar toch probeerden de Zoeloes binnen te komen. In de muren waren schietgaten gemaakt, waardoor men de Zoeloes kon bestoken. Met hun messen en speren trachtten de Zoeloes de schietgaten groter te maken, om zo binnen te dringen.

### Strijd in het hospitaal
Toen het duidelijk werd dat de voorzijde van het gebouw werd aangevallen, hakte John Williams zich een uitweg door de achtermuur. Twee bedlegerige patiënten konden zo op tijd worden geëvacueerd. Voordat de rest zich terug kon trekken, braken de Zoeloes door de deur. John Williams doodde er verscheidene voordat hij overweldigd werd. Met nog een aantal overlevenden sloot hij zich aan bij de verdedigers achter het hospitaal. Vier onfortuinlijke Britten, die niet op tijd weg konden komen, werden door de Zoeloes gedood. De evacuatie van het hospitaal voltooide de verkorting van de Britse verdedigingslinie.
Toen de nacht viel, werden de Zoeloeaanvallen heviger doordat de sluipschutters op de Oscarberg - nu verstoken van doelen - deel gingen nemen aan de directe aanval. De omsloten kraal kwam onder hernieuwde aanvallen te liggen en werd rond 22.00 uur geëvacueerd. Bijna heel de nacht hielden de Zoeloe-aanvallen aan, hoewel ze na middernacht wat begonnen te verslappen. Rond 04.00 u was het voorlopig gedaan met de strijd.
Luitenant Chards strijdmacht telde 15 doden en 8 zwaargewonden. Vrijwel alle anderen hadden de één of andere kleinere verwonding. Daarnaast waren ze uitgeput door de hevige strijd die 10 uren had geduurd en hadden ze gebrek aan munitie.
Toen de dageraad aanbrak, zagen de Britten dat de Zoeloes weg waren. Er werden meer dan 370 lijken geteld. Patrouilles werden eropuit gestuurd om het slagveld te verkennen en geweren en overlevenden te verzamelen.
Om ongeveer 07.00 u 's morgens kwamen de Zoeloes opeens tevoorschijn en de oververmoeide rode uniformsoldaten namen hun gevechtsposities weer in. Velen dachten toen dat het nu gedaan was met hun leven. Een volgende massale aanval zouden ze niet meer kunnen stoppen, maar er kwam geen aanval. De Zoeloes zelf waren uitgeput en al zes dagen op de been en hadden bijna geen eten bij zich. Ze hadden honderden gewonden en ze hadden verscheidene dagen gemarcheerd zonder enige vorm van verzorging of provisie.
Kort daarna begonnen de Zoeloes weer met hun monotoon gezang, maar deze keer klonk het of ze de verdedigers groetten ten afscheid en hen bewonderden om hun moed. Na dit gezang met gebaren keerden de Zoeloes terug vanwaar ze gekomen waren, tot grote opluchting van de verdedigers van de missiepost. Nog eenmaal verscheen op de bergkam een van de Zoeloeleiders, die zijn speer en schild omhoog stak als teken van groet, zich omdraaide en over de bergkam verdween.
Rond 08.00 u verscheen een andere strijdmacht en de 'roodjassen' lieten hun ontbijt van rum, thee en beschuiten vallen en namen weer hun posities in. Dit keer was het geen Zoeloestrijdmacht, maar Lord Chelmsford met zijn colonne soldaten. De strijd was nu gedaan.

## Onderscheidingen
Elfmaal werd het Victoria Cross uitgereikt aan de Britse verdedigers, de meeste ooit uitgereikt en ontvangen vanwege een actie door een regiment. Zeven soldaten van het 24e Regiment kregen eveneens deze eretekens. Dit grote aantal was waarschijnlijk een reactie op de eerdere Britse verdediging en nederlaag in de Slag bij Isandlwana. De ophef over de overwinning te Rorke's Drift leidde de publieke aandacht af van de grote nederlaag te Isandlwana en het feit dat Lord Chelmsford tijdens de verovering van Zoeloeland de bevelen van hogerhand had genegeerd.
Het Victoria Cross werd verleend aan:
- Korporaal William Wilson Allen
- Luitenant Gonville Bromhead
- Luitenant John Rouse Merriott Chard
- Waarnemend Assistent Commissaris James Langley Dalton
- Soldaat Frederick Hitch
- Soldaat Alfred Henry Hook
- Soldaat Robert Jones
- Soldaat William Jones
- Chirurg Majoor James Henry Reynolds
- Korporaal Christian Ferdinand Schiess
- Soldaat John Williams

Dalton kreeg aanvankelijk geen VC. Hij ontving de medaille in januari 1880, nadat een klacht was ingediend en getuigen over zijn bijdrage aan de verdediging hadden verteld.
Ook werden vijf man onderscheiden met de Distinguished Conduct Medal. Dit waren:
- Sergeant Frank Bourne
- Soldaat John William Roy, de enige Schotse verdedigder in Rorke's Drift
- Tweede korporaal Micheal McMahon, zijn medaille werd later teruggenomen wegens desertie
- Tweede korporaal Francis Attwood, Army Service Corps

## Uitbeelding en dramaturgie

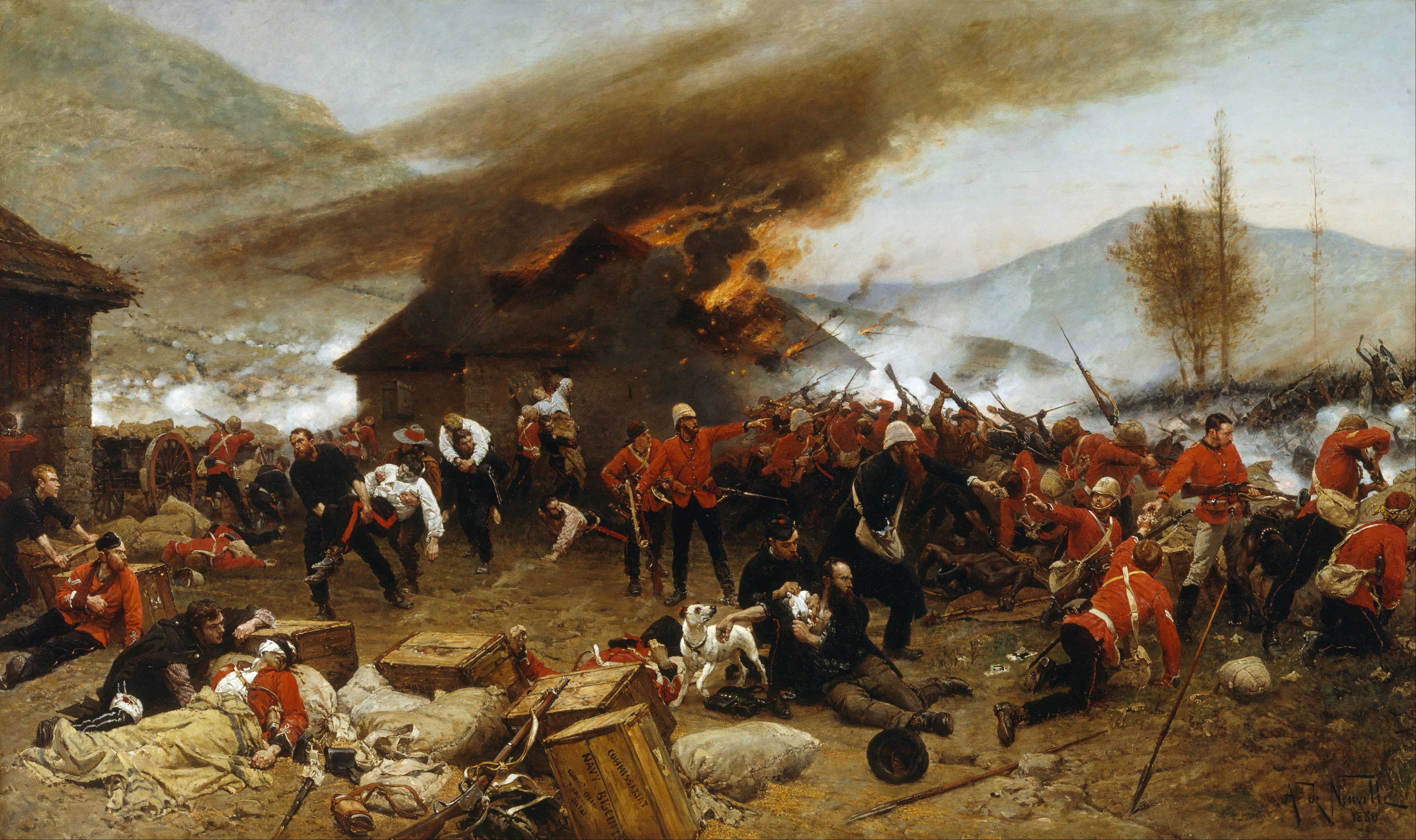
De Britse verdediging tegen de stormloop van de Zoeloes in Rorke's Drift. Op de achtergrond het brandende hospitaal - Schilderij van Alphonse-Marie-Adolphe de Neuville

De belangrijkste gebeurtenissen rond Rorke's Drift werden uitgebeeld door militaire kunstschilders, vooral door Elizabeth Butler en Alphonse-Marie-Adolphe de Neuville.
Hun werken werden destijds zeer bekend onder de inwoners van het Britse Rijk, maar zijn nu bijna vergeten. De slag werd verfilmd als "Zulu" (1964).
In 1979 werd de Slag bij Isandlwana gedramatiseerd in de film "Zulu Dawn".
De slag kreeg een hoofdstuk in Victor Davis Hansons militaire-historisch boek Carnage and Culture als een van de voorbeelden van veldslagen die de superieure doeltreffendheid van de westerse militaire aanpak aantoonden.
In 1990 kwam een videospel uit, gebaseerd op de historische veldslag.

## Na de slag
Na de slag verlieten de overlevende verdedigers de missiepost, zonder een bepaalde toevlucht te hebben en zonder degelijke medische hulp. Als waardige uitschieter was korporaal Christian Ferdinand Schiess de enige niet-Britse VC gedecoreerde. Hij stierf in armoedige omstandigheden, vijf jaar later in 1884, aan boord van een schip nabij de kust van Angola. Zijn enige bezit was zijn Victoria Cross, dat nu tentoongesteld wordt in het National Army Museum.